# Mirosław Dąbrowski
Mirosław Dąbrowski (1961) es un deportista polaco que compitió en halterofilia. Ganó una medalla de bronce en el Campeonato Mundial de Halterofilia de 1989 y una medalla de bronce en el Campeonato Europeo de Halterofilia de 1989, ambas en la categoría de 110 kg.

## Palmarés internacional
| Campeonato Mundial | Campeonato Mundial | Campeonato Mundial | Campeonato Mundial |
| Año                | Lugar              | Medalla            | Categoría          |
| ------------------ | ------------------ | ------------------ | ------------------ |
| 1989               | Atenas (Grecia)    | Medalla de bronce  | 110 kg             |
| Campeonato Europeo |                    |                    |                    |
| Año                | Lugar              | Medalla            | Categoría          |
| 1989               | Atenas (Grecia)    | Medalla de bronce  | 110 kg             |